# Cestas
Cestas is een gemeente in het Franse departement Gironde (regio Nouvelle-Aquitaine). De plaats maakt deel uit van het arrondissement Bordeaux. Cestas telde op 1 januari 2022 16.757 inwoners.
Een deel van de gemeente bestaat uit bos. Dit bos maakt deel uit van een van de grootste naaldbosgebieden van West-Europa, Landes de Gascogne, een gebied dat zich uitstrekt over delen van de departementen Gironde en Landes. Op 19 augustus 1949 brak een grote bosbrand uit in het bos ten zuiden van Cestas. Door een plotselinge verandering van windrichting de volgende dag werden verschillende ongeoefende brandbestrijders, die veilig geachte posities innamen, door het vuur verrast. De ramp kostte het leven aan 82 mensen, en ongeveer 30.000 hectare bos ging in vlammen op. Een regen van as en verkoolde resten daalde neer op de stad Bordeaux. Bij de buurtschap Le Puch in de gemeente Cestas, aan de Route Nationale 10, staat een monument dat herinnert aan deze gebeurtenis.

## Geografie
De oppervlakte van  bedroeg op 1 januari 2022 99,57 vierkante kilometer; de bevolkingsdichtheid was toen 168,3 inwoners per km².

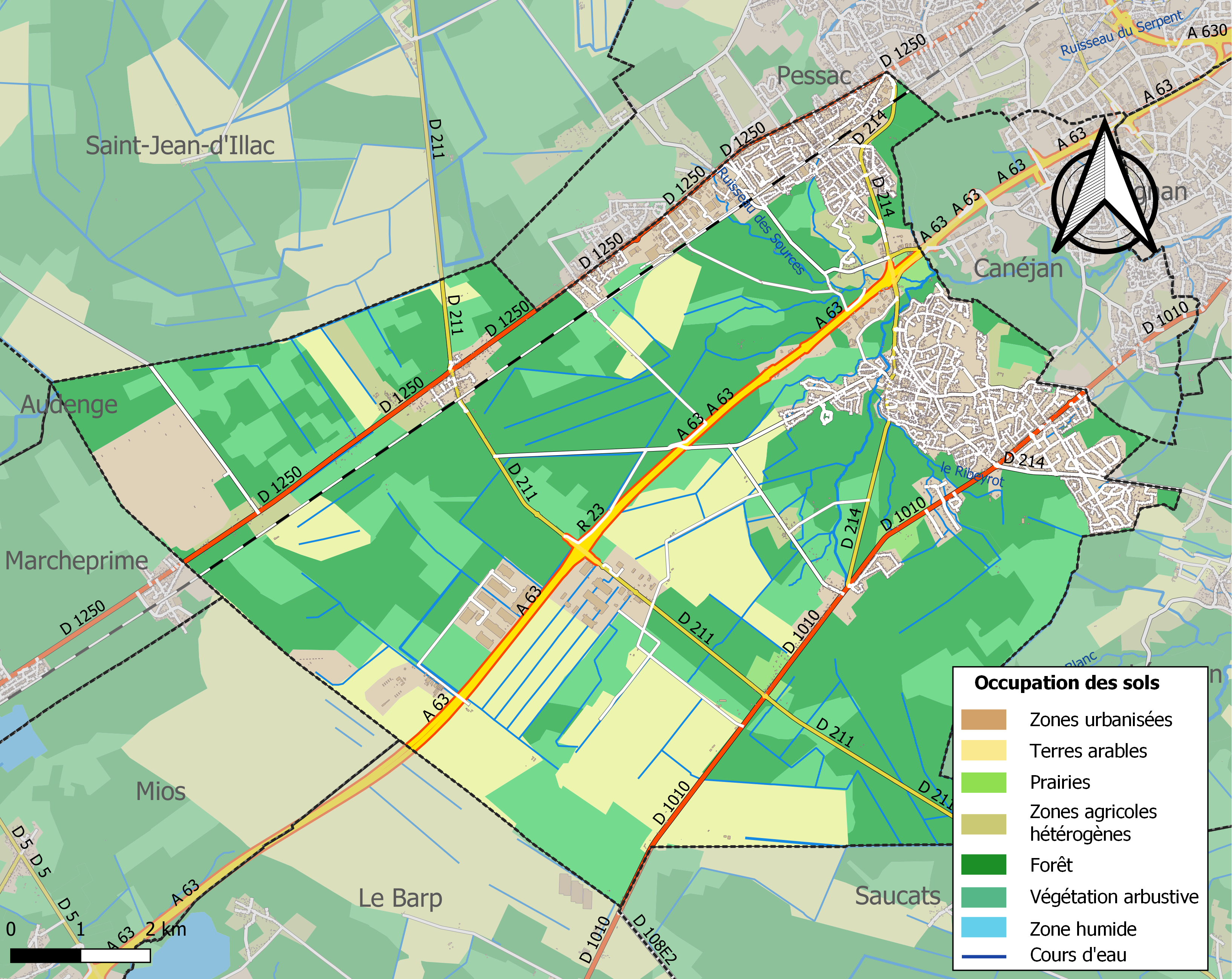
Kaart van de gemeente met belangrijkste infrastructuur, bodemgebruik en omliggende gemeenten

## Verkeer en vervoer
In de gemeente liggen de spoorwegstations Gazinet-Cestas en Pierroton.

## Demografie
Onderstaande figuur toont het verloop van het inwonertal (bron: INSEE-tellingen).